# Alta Via dei Monti Liguri

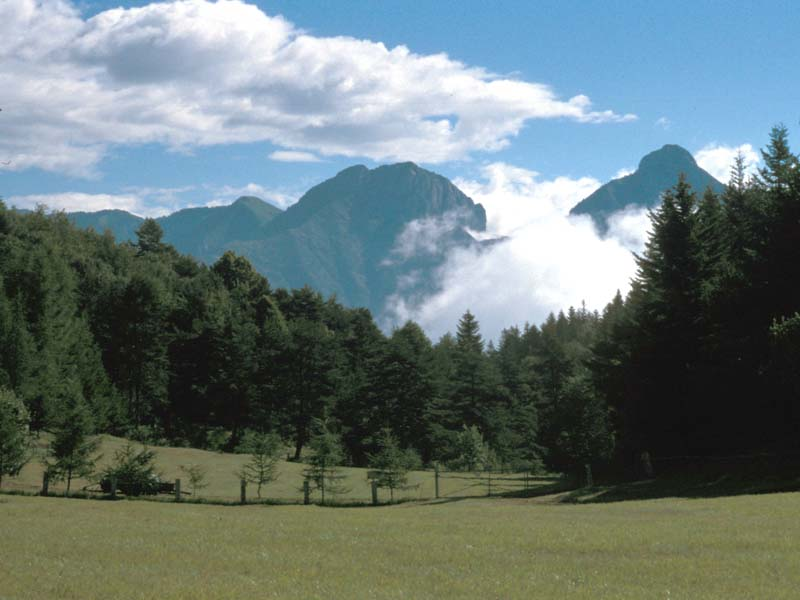
Tratto dell'Alta Via

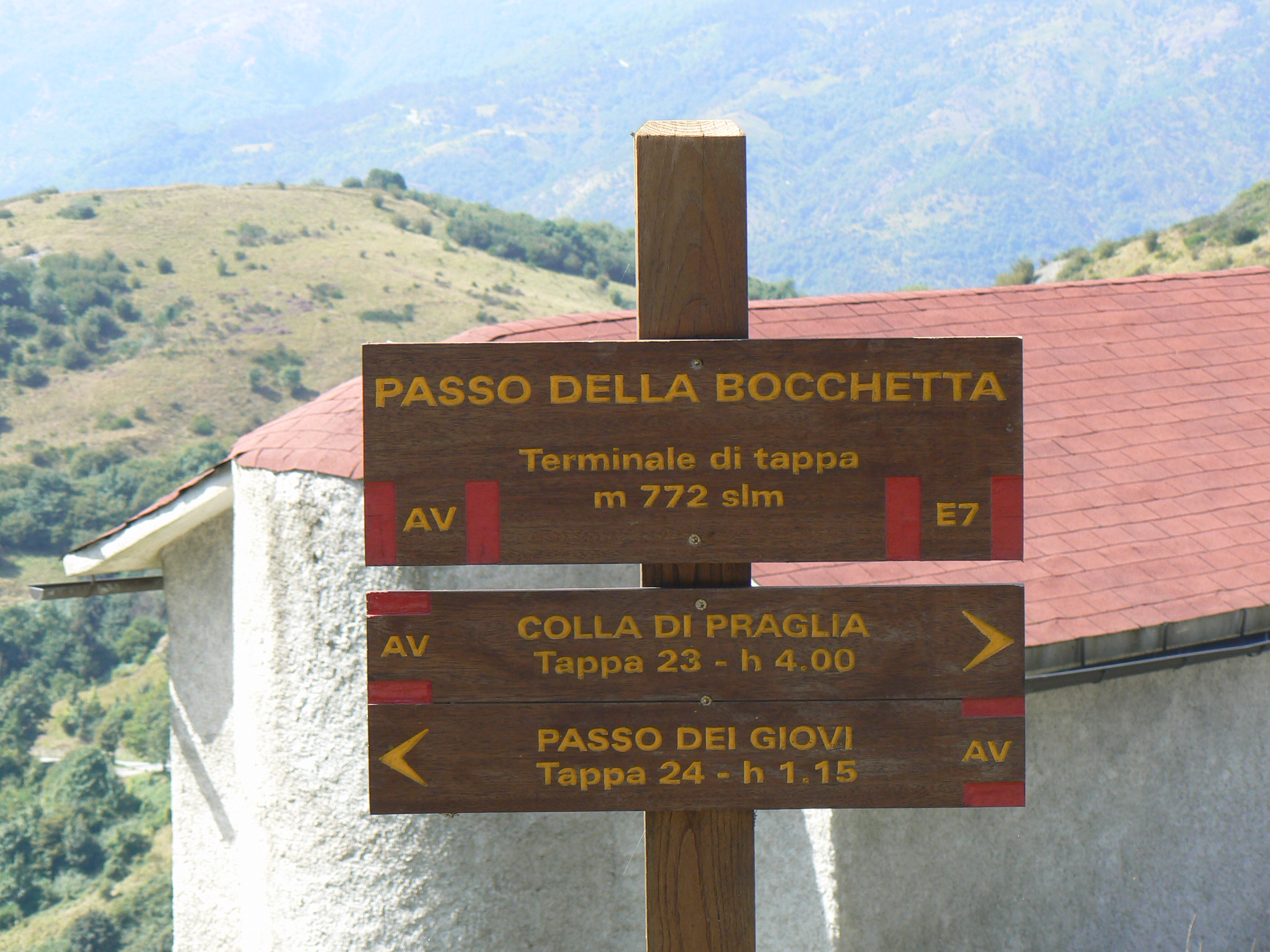
Tappa 23 - Passo della Bocchetta

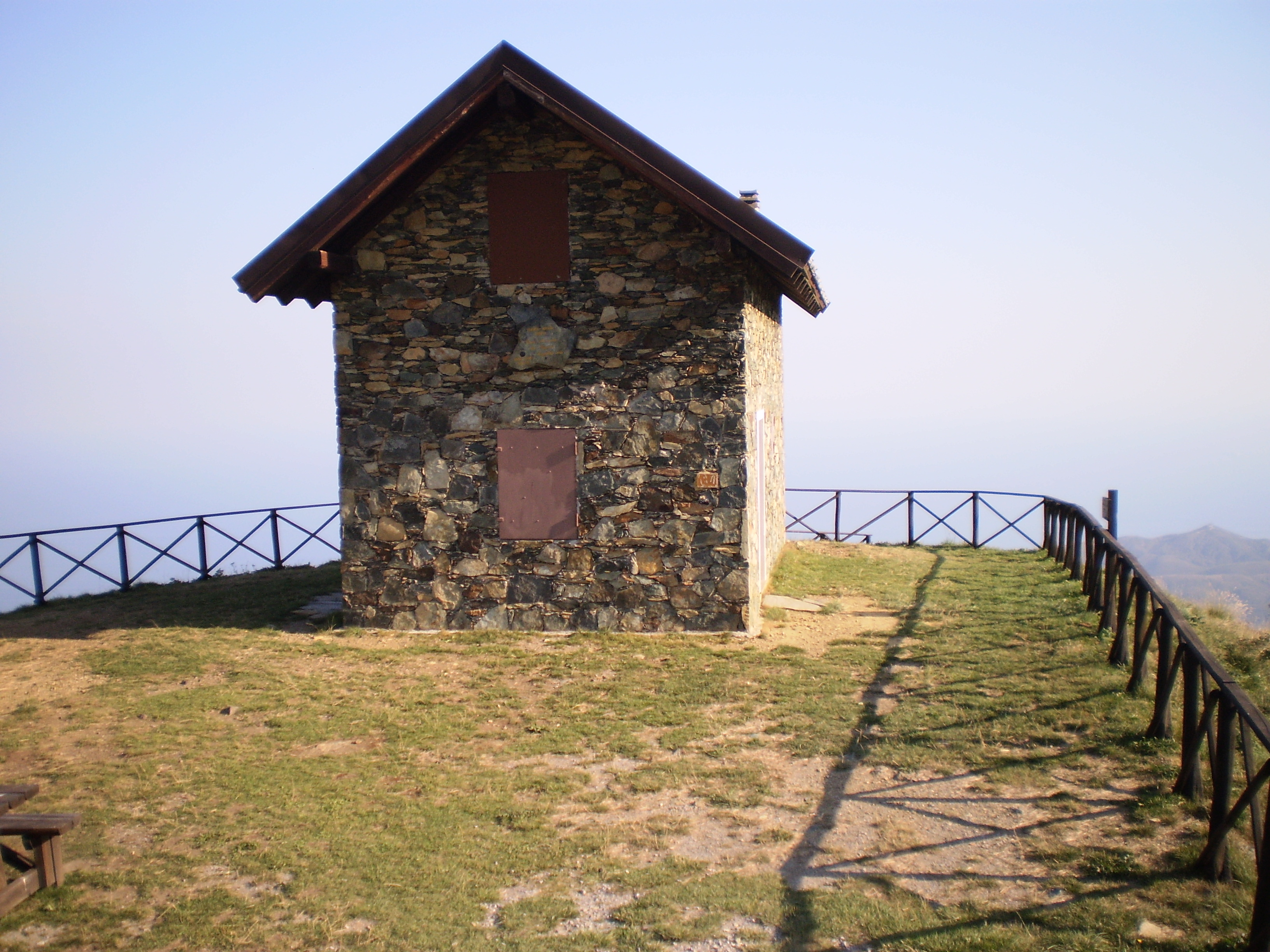
Casa della Miniera

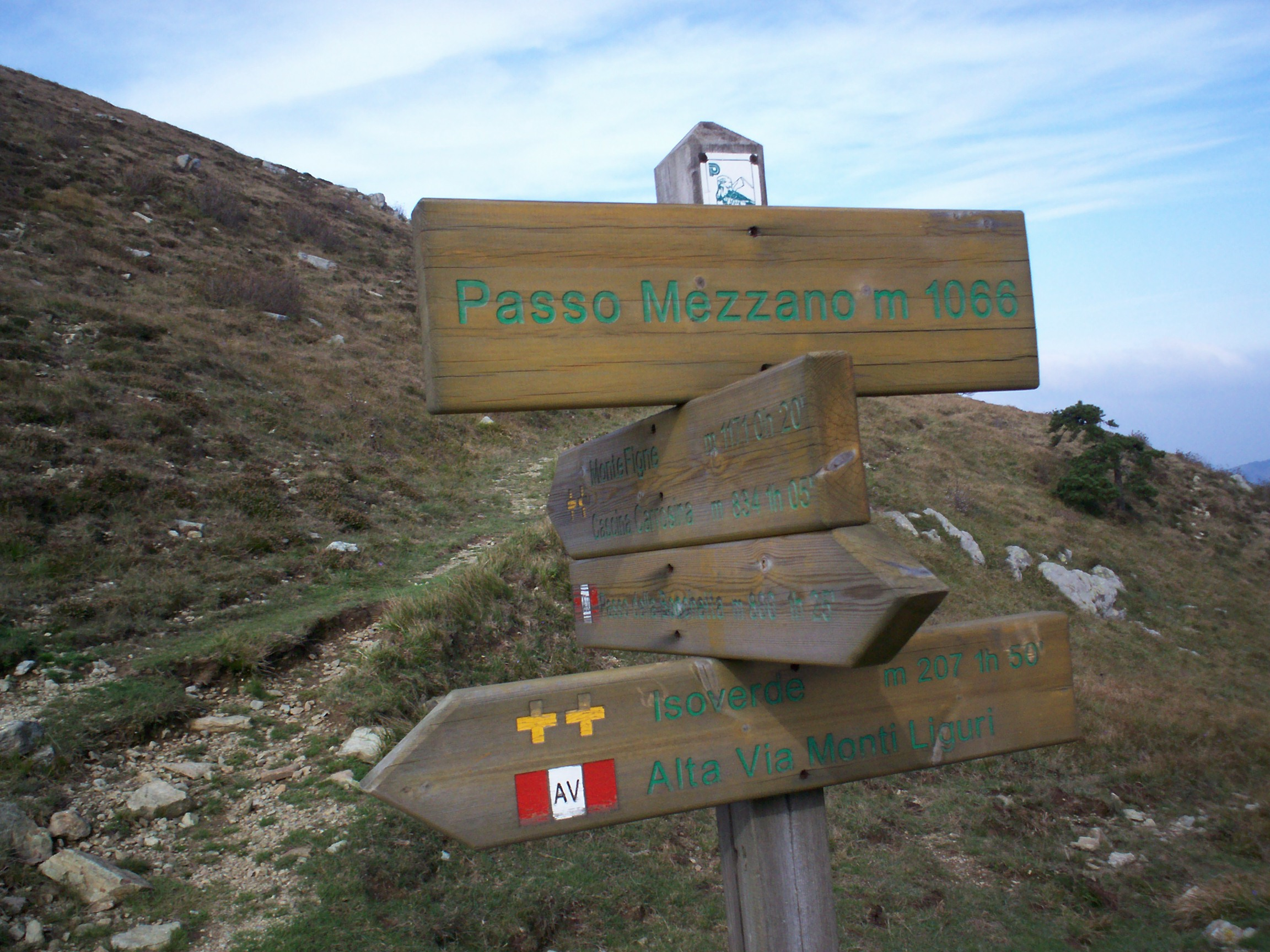
Segnaletica (Passo Mezzano - tappa 23)

L'Alta Via dei Monti Liguri (AVML o più semplicemente Alta Via, in ligure Âta Vîa di Mónti Lìguri) è un itinerario escursionistico lungo circa 440 km che si sviluppa sullo spartiacque delimitante il versante costiero ligure.

## Storia
L'Alta Via nasce ufficialmente nel 1983 da un progetto congiunto del Centro Studi Unioncamere Liguri, del Club Alpino Italiano e della Federazione Italiana Escursionismo. L'Alta Via è tutelata dalla legge regionale 25 gennaio 1993, n. 5 e la gestione è affidata al C.A.I Liguria. Un itinerario che ha anticipato l'Alta Via era già stato segnalato dalla F.I.E. (Federazione Italiana Escursionismo) tra il colle del Giovo (SV) e il colle Cento Croci (SP) nei primi anni del dopoguerra su un percorso quasi del tutto coincidente con l'attuale.

## Percorso
Il percorso è suddiviso in 44 tappe di diversa lunghezza e difficoltà ed è segnalato con un segnavia rosso-bianco-rosso con la scritta AV nella parte bianca. Il terminale occidentale è posto a Ventimiglia, mentre il terminale orientale si trova a Ceparana, nella piana di Bolano, al confine con la Toscana.
Il sentiero attraversa il Parco naturale regionale del Beigua, il Parco naturale regionale delle Alpi Liguri, il Parco naturale delle Capanne di Marcarolo e il Parco naturale regionale dell'Aveto. Il punto di massima quota toccato dall'Alta Via è il monte Saccarello (2201 m s.l.m.).
L'Alta Via è percorribile interamente a piedi e per lunghi tratti a cavallo e in mountain bike. Alcune delle tappe o parti di esse sono percorribili in auto e moto su strada asfaltata o sterrata.

### Tappe
| numero | percorso                                                           | km   | quota massima in m s.l.m.         |
| ------ | ------------------------------------------------------------------ | ---- | --------------------------------- |
| 1      | Ventimiglia (IM) - La Colla                                        | 10   | 510 - Monte Baraccone             |
| 2      | La Colla - Colla Sgora                                             | 9    | 1063 - Colla Sgora                |
| 3      | Colla Sgora - Colla Scarassan                                      | 12,2 | 1587 - Testa d'Alpe               |
| 4      | Colla Scarassan - Sella d'Agnaira                                  | 13   | 1909 - Passo della Valletta       |
| 5      | Sella d'Agnaira - Sella della Valletta                             | 15   | 2201 - Monte Saccarello (IM-CN-F) |
| 6      | Sella della Valletta - Colle San Bernardo di Mendatica (IM)        | 10   | 2085 - Monte Cimonasso            |
| 7      | Colle San Bernardo di Mendatica - Colle di Nava (IM)               | 10,5 | 1356 - Poggio dei Preti           |
| 8      | Colle di Nava - Passo di Prale                                     | 6    | 1258 - Passo di Prale             |
| 9      | Passo di Prale - Colle San Bartolomeo di Ormea (CN)                | 8,8  | 1739 - Monte Armetta              |
| 10     | Colle San Bartolomeo d'Ormea - Colle San Bernardo di Garessio (CN) | 13,5 | 1708 - Monte Galero               |
| 11     | Colla San Bernardo di Garessio - Colle Scravaion (SV)              | 9,4  | 1084 - Bric Schenasso             |
| 12     | Colle Scravaion - Giogo di Toirano (SV)                            | 5,7  | 971 - Sella Nord Monte Sebanco    |
| 13     | Giogo di Toirano - Giogo di Giustenice (SV)                        | 7    | 1389 - Monte Carmo                |
| 14     | Giogo di Giustenice - Colle del Melogno (SV)                       | 9    | 1335 - Bric Agnellino             |
| 15     | Colle del Melogno - Colla di San Giacomo (SV)                      | 15   | 1028 - Colle del Melogno          |
| 16     | Colle San Giacomo - Colle di Cadibona (SV)                         | 13   | 819 - Monte Baraccone             |
| 17     | Colle di Cadibona - Le Meugge (SV)                                 | 11,4 | 720 - Le Meugge                   |
| 18     | Le Meugge - Colle del Giovo (SV)                                   | 11,7 | 883 - Bric Sportiole              |
| 19     | Colle del Giovo - Prà Riondo (SV)                                  | 13   | 1287 - Monte Beigua               |
| 20     | Pra Riondo - Passo del Faiallo (SV)                                | 8,8  | 1145 - Cima Frattin               |
| 21     | Passo del Faiallo - Passo del Turchino (GE)                        | 8,8  | 1061 - Passo del Faiallo          |
| 22     | Passo del Turchino - Colla di Praglia (GE)                         | 11,5 | 960 - Colle Sud Monte Foscallo    |
| 23     | Colla di Praglia - Passo della Bocchetta (AL-GE)                   | 13   | 1065 - Sella Nord Monte Taccone   |
| 24     | Passo della Bocchetta - Passo dei Giovi (GE)                       | 6    | 785 - Pian di Reste               |
| 25     | Passo dei Giovi - Crocetta d'Orero (GE)                            | 7,4  | 680 - Sella Sud Monte Vittoria    |
| 26     | Crocetta d'Orero - Colle di Creto (GE)                             | 7,8  | 795 - Sella Sud Monte Carossino   |
| 27     | Colle di Creto - Passo dello Scoffera (GE)                         | 14   | 978 - Passo del Fuoco             |
| 28     | Passo della Scoffera - Sella della Giassina                        | 8,2  | 1080 - Valico Monte Lavagnola     |
| 29     | Sella della Giassina - Barbagelata (GE)                            | 6,5  | 1120 - Barbagelata                |
| 30     | Barbagelata - Passo di Ventarola                                   | 9,2  | 1120 - Barbagelata                |
| 31     | Passo di Ventarola - Passo della Forcella (GE)                     | 9,7  | 1345 - Monte Ramaceto             |
| 32     | Passo della Forcella - Passo delle Lame                            | 7,2  | 1300 - Passo delle Lame           |
| 33     | Passo delle Lame - Passo della Spingarda (GE-PR)                   | 7,6  | 1701 - Monte Aiona                |
| 34     | Passo della Spingarda - Passo del Bocco (GE-PR)                    | 13,8 | 1623 - Sella del Monte Nero       |
| 35     | Passo del Bocco - Colla Craiolo                                    | 9    | 1404 - Monte Zatta                |
| 36     | Colla Craiolo - Passo di Centocroci (SP-PR)                        | 16   | 1177 - Monte Ventarola            |
| 37     | Passo di Centocroci - Passo della Cappelletta                      | 5    | 1102 - Passo Scassella            |
| 38     | Passo della Cappelletta - Passo dei Due Santi                      | 17   | 1640 - Monte Gottero              |
| 39     | Passo dei Due Santi - Passo Calzavitello                           | 11,6 | 1583 - Monte Tecchione            |
| 40     | Passo Calzavitello - Passo del Rastello                            | 5,6  | 1161 - Monte Antessio             |
| 41     | Passo del Rastello - Passo dei Casoni                              | 10,2 | 1093 - Monte Fiorito              |
| 42     | Passo dei Casoni - Passo Alpicella                                 | 8,6  | 1062 - La Conchetta               |
| 43     | Passo Alpicella - Valico del Solini                                | 5,4  | 720 - Monte Belvedere             |
| 44     | Valico del Solini - Ceparana (SP)                                  | 11,3 | 575 - Valico del Solini           |

Esistono alcune varianti al percorso individuato nel 1983, la più importante delle quali è il collegamento diretto tra il passo della Cappelletta e il passo Calzavitello (tappe 38 e 39), percorribile in un'unica tappa.

## Sentiero Italia
L'Alta Via de Monti Liguri fa parte del progetto escursionistico chiamato Sentiero Italia, itinerario lungo oltre 6000 km che, partendo da Trieste, attraversa tutto l'arco alpino, gli Appennini, la Sicilia e la Sardegna fino a Santa Teresa di Gallura utilizzando anche le Alte Vie Valdostane, la rete piemontese GTA, la rete toscana GEA e i sentieri umbri.